# Заслепението
„Заслепението“ (на немски: Die Blendung) е роман от австрийския писател Елиас Канети (1905-1994), създаден през 1931 г., публикуван през 1935 г.

## История
Този роман на родения през 1905 г. в България писател е издаден най-напред през 1935 г. във Виена, ала поради неблагоприятни политически обстоятелства не е могъл да окаже своето истинско въздействие върху читателската публика в Австрия и Германия. И все пак не друг, а тъкмо Томас Ман пише след публикуването му: „Аз съм истински пленен от богатството на този роман, от преливащата фантазия в него, от долавящата се ожесточеност във великолепието на неговия размах, от творческата му неустрашимост, от дълбоката му печал и горда дързост!“
Едва през 1963 г. се извършва повторното откритие за немскоезиковата читателска публика на тази книга, възхвалявана дълги години от световната литературна критика като една от най-значителните белетристични творби на нашето време.

## Сюжет
Главен герой на романа е проф. Петер Кин, прочут синолог, който води гротескно и самоцелно пещерно съществование в своята богата библиотека, обхващаща 25 000 тома. Неговият свят е затворен в съзнанието му, но това негово съзнание не притежава никакъв усет за света. Без житейски опит и практически познания за човешките взаимоотношения проф. Кин бива прелъстен от своята икономка Тереза Крумбхолц да встъпи в брак и така той се сблъсква с условностите и обстоятелствата на делничния живот. Скоро разбира, че е попаднал в капан, защото Тереза е устроила всичко заради парите му и го е поставила в безизходно положение. Тя иска да ѝ се купят нови мебели за трите „нейни“ стаи, като той трябва да се ограничи само в библиотеката си. Когато веднъж Кин се разболява, тя почти не се грижи за него, ала успява да го накара да напише изгодно за нея завещание. Но Тереза не може да открие спестовната му книжка, това я докарва до дива ярост и тя се нахвърля да го бие, като накрая го изпъжда от „своя“ дом. Мечтаната спестовна книжка остава у него и „той я притиска до сърцето си, макар че е само една спестовна книжка“.
Прогонен от собствения си дом, откъснат от кабинета си, от своя свят, проф. Кин бързо огрубява в сблъсъка с бруталността на живота. Той попада в ръцете на долнопробни улични типове, между които е и Фишерле – гърбаво джудже-просяк – което първо забелязва, че портфейлът на Кин е натъпкан с банкноти. Защото синологът е изтеглил всичките си спестявания наведнъж. За него парите никога не са имали стойност, сега той просто е щастлив, че е успял да надхитри злата си жена. В главата му съществуват само книги. В неговия нов живот се проявяват първите резултати на заслепението му и на душевната му обърканост. Посетителите на виенския „Терезиум“ му приличат на посетителите на заложната къща, където той често седи. Защото на всички, които залагат книги, той дава многократно повече пари и ги отпраща да си вървят по домовете, запазили книгите си. Именно от това се възползва гърбавият Фишерле. Той организира цяла банда, която да носи книги в заложната къща, където Кин пребогато ги отрупва с пари. Фишерле отдавна се е сближил с Кин и е спечелил доверието му, така той отблизо следи за всяка възможност да го ограби.
Духът на Кин се поболява все повече, макар от време на време професорът да има проблясъци на трезв разсъдък. В един подобен момент той праща на брат си в Париж, който ръководи там психиатрична клиника, телеграма със следния текст: „Напълно съм побъркан. Брат ти.“ Жорж не е чувал нищо за него вече дванадесет години, но тръгва веднага. Успява да освободи от лапите на бруталния домакин напълно рухналия физически, но душевно все още непогубения си брат. Успява също да прогони Тереза – „да ѝ създаде възможност за нов живот“.
Сега проф. Кин може отново да ползва библиотеката си. Но вече е твърде късно. Със заминаването на Жорж лудостта го връхлита наново, идва последното заслепение. „Може би Жорж се надява да наследи книгите му? Не, не – никой нищо няма да наследи. Той на всички ще отмъсти.“ Кин запалва библиотеката. Вече гори килимът, когато той се качва на последното стъпало на стълбата, за да наблюдава пожара от високо. „Когато пламъците го настигат, той се смее така гръмко, както никога досега през живота си.“ Така в поредица от грандиозни и фантастични сцени се стига до онзи разрив между героя и обкръжаващия го свят, в резултат на който той в последна сметка загубва всякаква връзка не само с действителността, но и със себе си.

## Оценки
Сюжетът е само външната страна на романа, причудлива форма, в която Канети влага чертите на една съдбоносно разединена култура между разум и насилие, хуманизъм и варварство. В това се заключава и актуалността на книгата, която – наред със своята дълбочина и многозначност – притежава едно немаловажно качество: тя се чете с лекота. Критиката отбелязва: „При цялата философска проблематичност на романа не бива да се забравя, че тази творба е превъзходна и увлекателна, изобилства от гротескни хрумвания, а повествователната изобретателност на автора почти няма равна на себе си!“
Проф. Дж. Айзък от Лондонския университет пише още през 1950 г.: "Това е книга с гигантски ръст, увличаща в своята многостранна интензивност читателя още при първия досег с нея, подобно на „Братя Карамазови“ или „Улис“ на Джеймс Джойс; но нейното богатство може да бъде вкусено докрай едва по-късно, в часовете на спокойно съзерцание." Подобно на Джойсовата мамонтова творба, с която критиката постоянно сравнява романа на Канети, „Заслепението“ представлява в основата си могъща метафора – метафора за стълкновението на духа с действителността, за блясъка и нищетата на човека в съвременния свят. Оттук именно романът черпи своето вътрешно напрежение и дълбочина, като на предизвикателството на действителността към въображението той отвръща с предизвикателствата на фантазията към реалния свят. Пак критиката отбелязва, че „нещата, за които се разказва в този роман, сблъскването на образите, събитията и ситуациите, които Канети описва – всичко това не се случва никъде по този начин в живота и все пак представлява късче човешка действителност, едновременно измислена и вярна – т.е. поезия.“